# Burglengenfeld

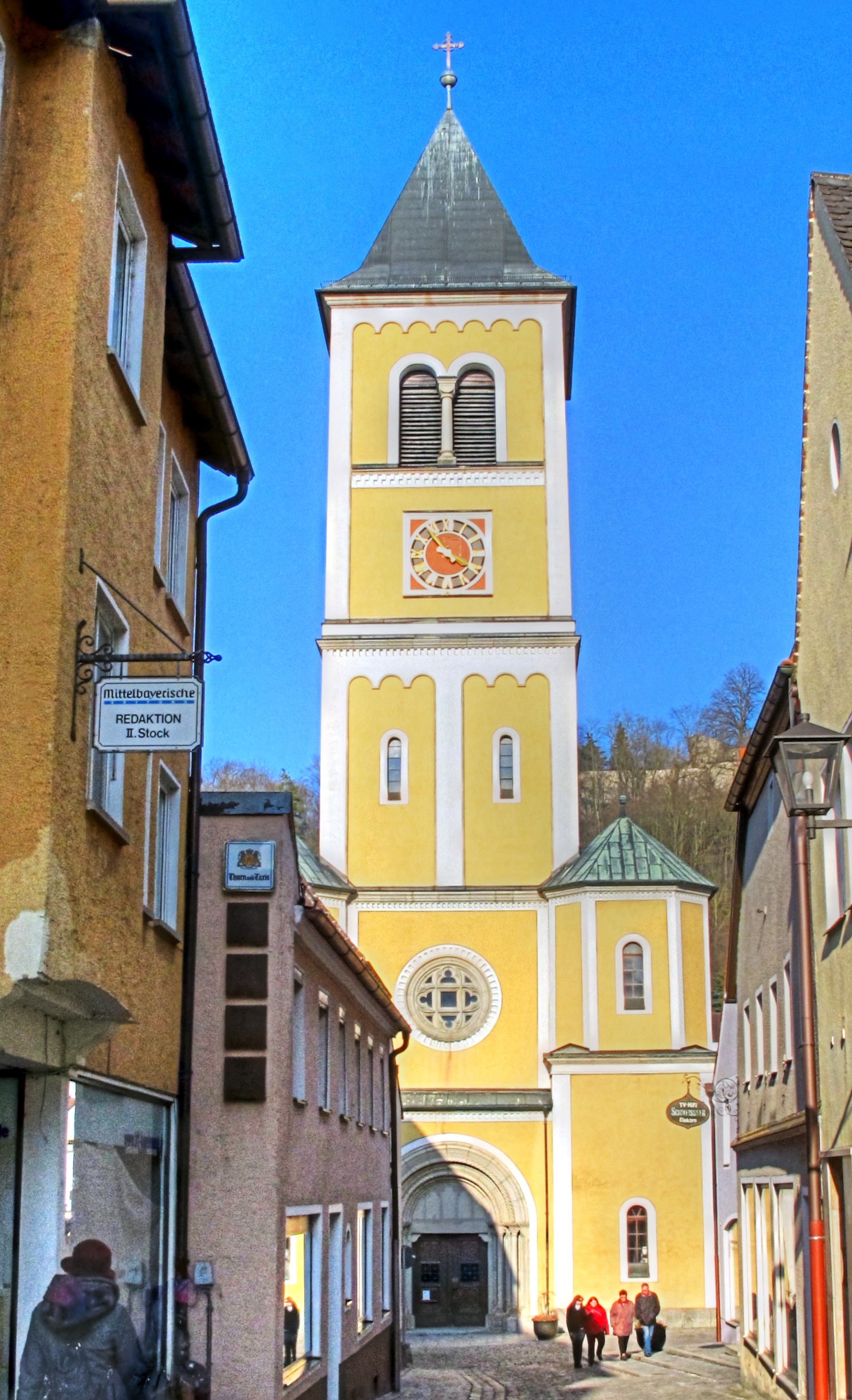
Burglengenfeld
(biserica Sf.Vitus)

Burglengenfeld este un oraș din districtul Schwandorf, regiunea administrativă Palatinatul Superior, landul Bavaria, Germania.